# Heavydeath
Heavydeath är ett svenskt heavy metal/death metal/doom metal-band officiellt bildat 2013. Bandets medlemmar är baserade i Ljungskile/Uddevalla/Stockholm.
Bandet består av medlemmar som är mer eller mindre kända inom den svenska underground metal-scenen i band som Runemagick, The Funeral Orchestra, Domedag, Katatonia m.fl.. Bandet startades officiellt 2013 som ett sidoprojekt av Nicklas Rudolfsson och Johan Bäckman.
Det finns tidigare material från 2008/2009 som Nicklas Rudolfsson och Daniel Moilanen spelade in (då utan bandnamn) som i efterhand har inkluderats i material under namnet Heavydeath. 2014 gick Daniel Moilanen (även medlem i Katatonia) med i bandet som trummis.
Musikaliskt sett är bandet Heavydeath främst inspirerat av tung metal inom death och doom genrerna.
2014 skrev Heavydeath på skivkontrakt med Svart Records och under sommaren 2014 spelades debutalbumet in för att släppas på vinyl och CD.
2015 gjorde bandet live debut på festivalen Mörkaste Småland.
2019 ändrade bandet namn till Den Tunga Döden.

## Medlemmar
Nuvarande medlemmar
- Nicklas Rudolfsson – elgitarr, sång (2013– ) (även Runemagick, The Funeral Orchestra, Domedag, Rapid Terrör, f.d. Rotified, f.d. Deathwitch f.d. Masticator)
- Johan Bäckman – basgitarr (2013– ) (även Necrocurse, f.d. Masticator)
- Daniel Moilanen – trummor (2014– ) (även Runemagick, The Funeral Orchestra, Engel, Katatonia)

## Diskografi
Demo
- 2014 – DEMO I – Post Mortem in Aeternum Tenebrarum (inspelad 2013, digitalt / kassettband, Caligari Records 2014)
- 2014 – DEMO II – Darkness of No Return (inspelad 2014, digitalt / kassettband, Caligari Records 2014)
- 2014 – DEMO III – A Long Obscure Trip (inspelad 2014, digitalt / kassettband, Caligari Records 2014)
- 2014 – DEMO IV – Forebear Avenger (inspelad 2014, digitalt / kassettband, Caligari Records 2014)
- 2014 – DEMO V – The Broken (inspelad 2014, ej officiellt släppt)
- 2014 – DEMO VI – A Condemned Path Towards Nothing (inspelad 2014, digitalt / kassett, Caligari Records 2014)
- 2014 – DEMO VII – Phase Collapse (inspelad 2014, digitalt / kassett Caligari Records 2014)
- 2014 – DEMO VIII – Futility and Death (inspelad 2014, digitalt släppt 2014 samt på samlingskassett 2015)
- 2014 – DEMO IX – The Last Sunrise (inspelad 2014, digitalt släppt 2014)
- 2009 – The Drones are Walking to the Downfall (inspelad 2009/2015, rå-mix finns utgiven digitalt 2015)
- 2014 – DEMO X – Solus In Mortem (inspelad 2014, digitalt släppt 2014 samt på samlingskassett 2015)
- 2014 – DEMO XI – The Skull Has Wings (inspelad 2014, ej officiellt släppt, enstaka låtar är släppta på EP:s 2015)
- 2015 – DEMO XII – The Storm (inspelad 2015, digitalt släppt 2015, senare släppt på kassett av Flowing Downwards)

Studioalbum
- 2015 – Eternal Sleepwalker (vinyl LP och CD, Svart Records och MC, Tape Worship Reocrds)
- 2016 – In Circles We Die (Dubbel LP, CD, MC och digitalt, Iron Bonehead Productions, Aftermath Music, Flowing Downwards)
- 2017 – Sarcophagus In The Sky (LP, CD, MC och digitalt, Aftermath Music, Flowing Downwards)

EP
- 2015 – Dark Phoenix Rising (kassettband, Caligari Records)
- 2015 – Awakening of the Forgotten (kassettband, digitalt)
- 2015 – Cloven (digitalt)
- 2016 – A Long Obscure Trip (The Return) (digitalt)

Singlar
- 2014 – "A Long Obscure Trip" (digitalt)
- 2016 – "As We Foretold" (digitalt)
- 2017 – "The Stone Speaks At Winter" (digitalt)
- 2019 – "The Newborn" (digitalt)

Samlingsalbum
- 2014 – A Long Obscure Trip / Darkness of No Return (kassettband, Caligari Records)
- 2014 – They Had No Names (kassettband, Caligari Records)
- 2015 – Solus in Mortem / Futility and Death (kassettband, Caligari Records)
- 2018 – Den tunga döden - Anthology (2CD, Dying Sun Records)